# الغيشة
الغيشـة هي إحدى أقدم بلديات الجمهورية الجزائرية تقع في قلب جبال العمور، وسط سلسلة جبال الأطلس الصحراوي كانت مركزًا للإدارة الاستعمارية قبل تأسيس مدينة آفلوا، وهي إحدى دوائر ولاية الأغواط العشر، وهي بلدية و دائرة في نفس الوقت.

## الموقع الجغرافي
تقع مدينة الغيشــة في قلب جبال العمور من سلسلة جبال الأطلس الصحراوي.

## الحدود
يحدها من الشمال آفلو وسبقاق ومن الشرق وادي مزي ومن الغرب تاويالة ومن الجنوب عين ماضي وتاجرونة و تشترك مع بلدية تاجموت في نقطة حدودية في ناحية جنوب شرق.
| وادي مزي | آفلو     | سبقاق   |
| وادي مزي | إسم ؟    | تاويالة |
| عين ماضي | عين ماضي | تاجرونة |

## سكان الغيشة
السكان:
يبلغ عدد سكان الغيشة حاليا حوالي 10000 نسمة. وفي الحقيقـــة كان سكان الغيشــة أكثر بكثير من هذا العدد ولكن نظرا للأحداث التي جرت هناك (الثورات الشعبية وثورة أول نوفمبر، وموقع المدينة في عمق جبال العمور) هاجر أغلب سكانها إلى المدن المجاورة كأفلو والأغواط وتاويالة وحتى وهران والمغرب الشقيق، ولم يبق إلا القليل.

## أصل السكان
سكنت الغيشــة قبل السكان الحاليين قبيلــة الزناخرة والتي اختطت لها قصرا في أعلى قمة الجبل المسمى حاليا «القصير» وهو غير القصر القديم الموجود حاليا ولم يبق من قصر الزناخرة سوى بقايا من سوره بعدما هدمته السلطات الفرنسية.

## التاريخ
توجد في الغيشــة رســومات صخرية في أكثر من مكان توحي أن هذه المنطقة كانت آهلة بالسكان منذ العصور الأولى للبشرية، وقبل قدوم العرب الأشراف كان يسكنها البربر وبقايا قصورهم تدل على ذلك مثل:«قصر الفروج» و«قصر داردز» وقصر بالقرب من قبة سيدي خالد في الطريق الرابط بين آفلو والغيشة والكهوف الموجودة بواد الخطارة وغيرها.
أما العرب الأشراف فقد اختطوا في بداية أمرهم قصوراً في الطريفية جنوب الغيشة وغرب عين ماضي:
القصر الأحمر بناه المناصير والقصر الأبيض بناه النقابي وكانوا يسكنون معا ولم يفترقا أبدا. وبعدما نضبت مياه الينابيع الموجودة هناك رحلوا إلى الغيشة وبنوا قصراً لهم بعدما هاجرت أو هٌجرت منها قبيلة الزناخرة وهذا في القرن الثالث عشر ميلادي،
قصر الزناخرة الموجود بالغيشة يرجع إلى القرون الميلادية الأولى لكن القصر الذي بناه العرب الأشراف والموجود حاليا بني بعد ما هُجرت قبيلة الزناخرة من قصرها بالغيشة. والعرب الأشراف كانوا يسكنون قصري الطريفية وقد بنوهم قبل تأسيس مدينة عين ماضي القريبة من الطريفية حيث أن باب سور عين ماضي والذي ما زال موجودًا حالبا (الباب الغربي) هو باب سور القصر الأحمر بالطريفية.

## العهد التركي
كانت مدينة الغيشة في هذا العهد مركز إشعاع في كامل جبل العمور ومنطقة الأغواط وكانت بحق عاصمة لجبل العمور كافة وازدهرت المبادلات التجارية (القمح والشعير بالفواكه والخضروات) والمهن الحرفية (كالحدادة وصناعة السلاح والمنسوجات الصوفية وغيرها) وكان وقت ذاك ثلاث مدن رئيسية في المنطقة هي:
الغيشة –تاويالة – وعين ماضي التي كانت تابعة في ذلك العهد لمنطقة جبل العمور وقد اشتهرت الغيشة آنذاك بمدارسها القرآنية وبعلمائها وشيوخها الذين ما زال صيتهم لحد الآن.
و اشتهرت بالطريقة الصوفية الطيبية وكان شيخها وقتذاك الحاج امبارك بن التومي بن المسعود والطريقة العزوزية وكان شيخها الشيخ المبروك دفين الأغواط.

## المقاومة الشعبية
بٍغض النظر عن مساهمات كل قبائل وأعراش جبل العمور والأغواط في مقاومة الأميرعبد القادر وأولاد سيدي الشيخ إلا أن الغيشة يكفيها فخراً أنها أنجبت البطل الثائر: الشريف محمد بن التومي بوشوشة المنصوري الإدريسي الغيشاوي الذي كان صوفيا متعبدا وامتدت ثورته لكل الجنوب الشرقي ومناطق عين صالح ونذكر بعض أحداث هذه الثورة التي قامت بين (1869- 1875):
المولد: حوالي 1827 بالغيشة.
- 1864 م: التحق بثورة أولاد سيدي الشيخ وتزوج منهم.
- 1865م: رحلته إلى تونس وطرابلس ثم فيقيق (المغرب).
- 1870م: تحرير المنيعة.
- 1871م: تحرير ورقلــة، وتعيين ابن ناصر بن شهرة خليفة له عليها.
- الهجوم على تقرت وقضائه على سلطة «علي باي» وتعيين بوشمال بن القبي خليفة له عليها.
- أواخر 1871م: تكوين خمس فرق عسكرية: فرقة بقيادته وفرقة الشعانبة وفرقة «بن ناصر بن شهرة» وفرقة المقرانيين الفاريين من الشمال.
- 1872 م نهاية ثورة بوشوشة على يد قوات «دولاكروا».

و سجن بعد ذلك وفر من السجن وقضى بقية عمره بين أهليه وذويه في الغيشة وأفلو ومات في مدينة آفلو ودفن بالغيشة في المقبرة القديمة.

## الثورة التحريرية
لم يذق مرارة ويلات الحرب في جبل العمور أو الأغواط أو حتى الولاية الخامسة مثل ماذاقه أهالي الغيشة والسكان المجاورين لها من تقتيل وتهجير وتنكيل ونذكر هنا أهم المعارك التي دارت رحاها بالغيشة:
- الخطيفة (غرب الغيشة): 03/10/1956 -خسر العدو 45 قتيل- ومن الجيش الوطني 02- شهيدين
- الشوابير(شمال الغيشة): 04/10/1956 - 1375 قتيل- 25 شهيد وهي من أكبر المعارك على المستوى الوطمي إن لم تكن أكبرها ومن نتائجها تدمير قرية أنفوس تدميرا كاملا وتهجير سكان مدينة الغيشة تهجيرا كاملا فلم يبق إلا الدجاج والقطط في المدينة، وللأسف تبق الغيشة لحد الآن معزولة، وتفتقر لأدنى ظروف الحياة، فمن حق حتى الكلاب والحمير أن تطالب بشهادة أعتراف جراء مشاركتها في الثورة فمابالك بالسكان.
- بوقرقور (جنوب غرب الغيشة): 07/11/1956 قتيل -أكثر من 05 شهداء
- خنق عبد الرحمان (جنوب غرب الغيشة): 15/05/1957 : حوالي50 قتيل و50 جريح - 70 شهيد و25 جريح
- الخطيفة -2 : 04/1957 - خسائر مادية - 02 شهيدين.
- جبل الزعطوط (جنوب الغيشة): 21/05/1957 - 1000 قتيل - 25 شهيد
- القعدة (شرق شمال الغيشة): 22/02/1958 - 100 قتيل وأسر 05 جنود - 05 شهداء
- اتساونت (جنوب الغيشة): 05/1958 - 06 ضباط - 14 شهيد
- الغيشة (ثكنة الجيش الفرنسي بالغيشة): 1958 - قتيل (استخدم فيها السلاح الأبيض).
- المذبوحة: 1958 - طائرة للعدو
- التمام (جنوب الغيشة): 21/05/1958 - ضابط فرنسي
- المزارة (شمال الغيشة): 10/1958 -
- الخربوش (جنوب الغيشة): 25/02/1961 : حوالي 52 قتيل وجرح - 02- شهيدين
- الأحجار الحمر (جنوب الغيشة): 29-01/1961 - 30 قتيل - 02- شهيدين

هذه أهم المعارك التي دارت بمنطقة الغيشة والتي بلغت أكثر من 30 معركة واشتباك. ذاق أهلها مرارة العيش جراء احتضانهم للثورة والثوار.

## السياحة

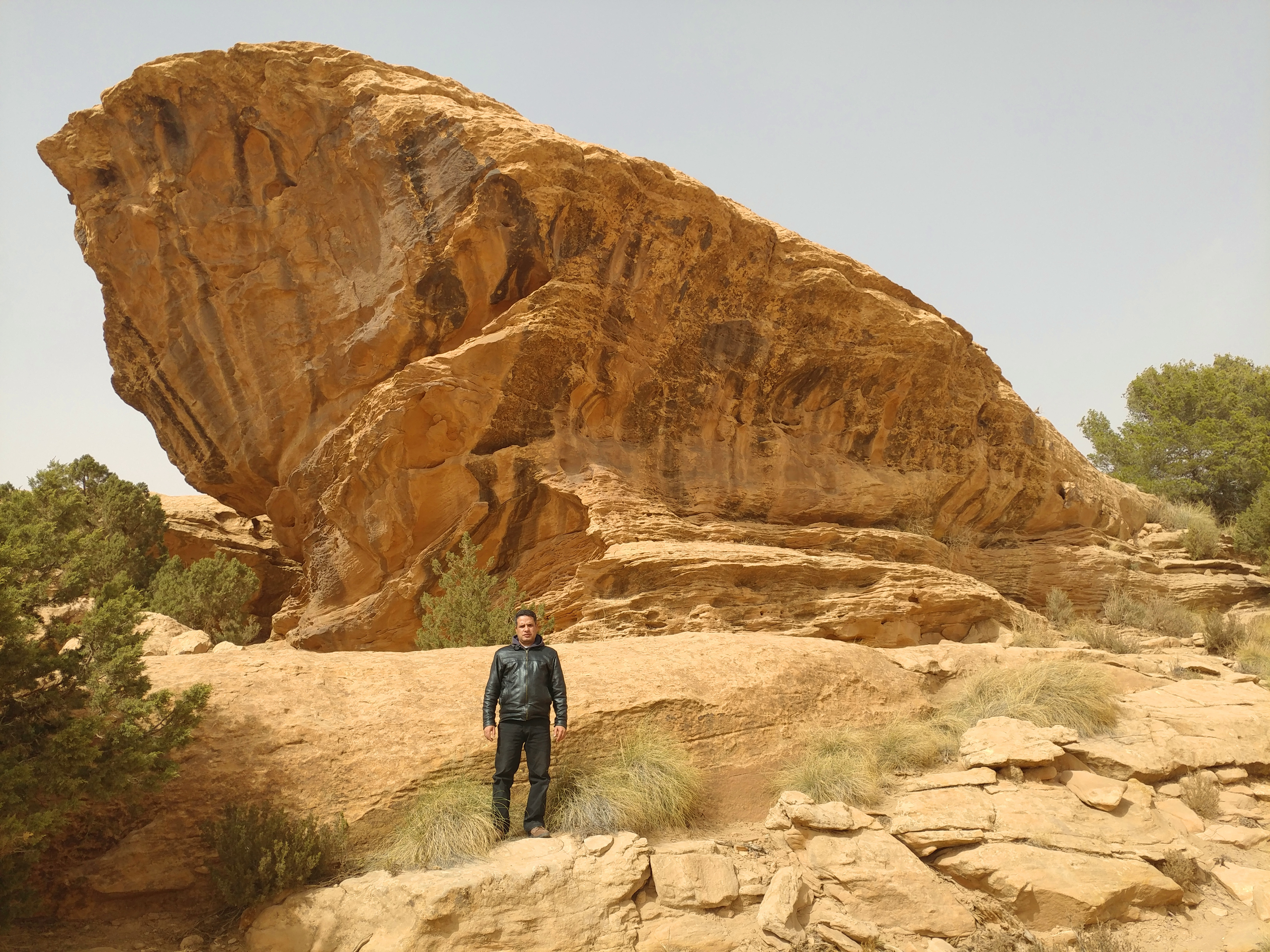
السياحة في الغيشة

يوجد بالغيشة الكثير من المواقع الأثرية لكنها وللأسف عرضة الإهمال والتلف نذكر منها:
- بقايا سور قصر الزناخرة بالغيشــة
- آثار قصور الردادة (قصر الفروج وقصر داردز).
- القصر الأحمر والقصر الأبيض بالطريفية
- قصر الغيشة القديم
- قصر قديم (شمال الغيشة)
- النقوش الصخرية بالرحى والخطارة (أكثر من 05 مواقع)
- النقوش الصخرية في الصفصافة التي اتخذته منظمة اليونيسيف UNICEF شعارا لها والمتمثل في الفيلة التي تحمي ابنتها.

كما أن للغيشة مناظر وطبيعة خلابة تسر الناظرين كالشلالات والمياه الجارية والسواقي ونظام ري الحدائق وغيرها.

## النقوش الصخرية

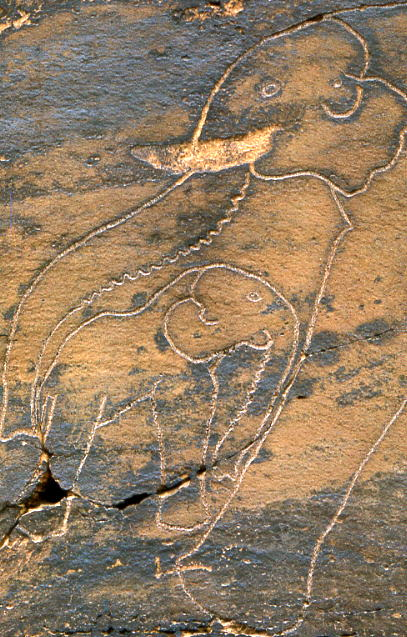
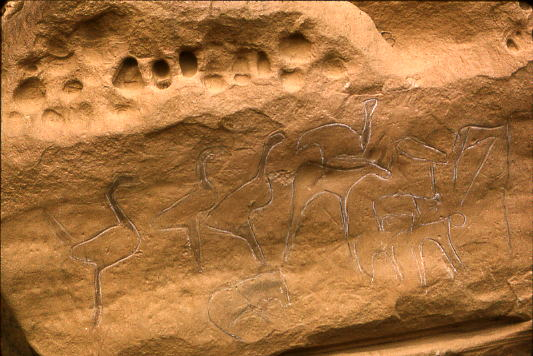
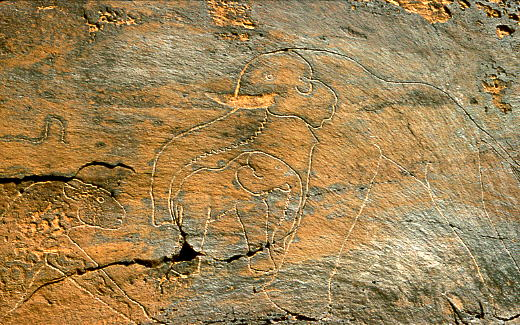
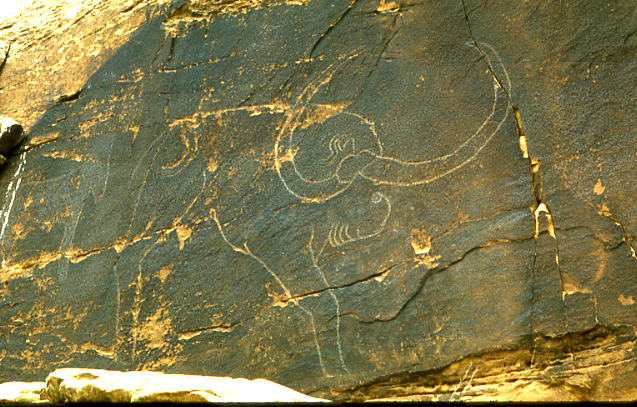
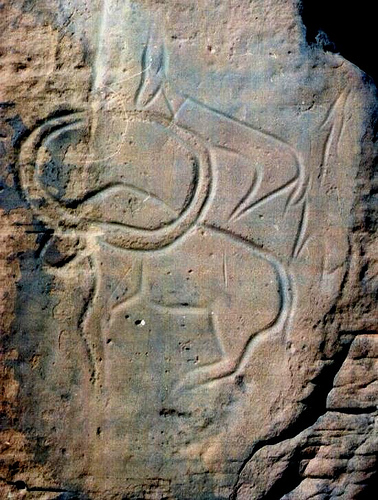
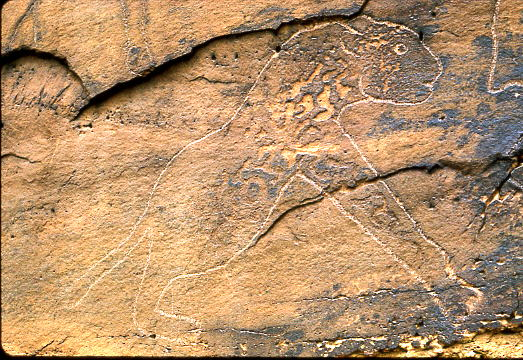

## اُنظر أيضا
- الشريف بوشوشة
- مدن الأغواط
- السياحة في ولاية الأغواط
- نقوش صخرية بجبل العمور
- قائمة المواقع والمعالم المصنفة في ولاية الأغواط